# Dov Yosef
Dov Yosef (en hebreo: דב יוסף, nacido Bernard Joseph) (Montreal, Canadá; 27 de mayo de 1899-Beerseba, Israel; 7 de enero de 1980) fue un político y estadista israelí nacido en Canadá. Yosef sirvió en una variedad de cargos ministeriales durante los dos primeros Knéset, y fue el segundo Ministro de Justicia, ocupando ese puesto en dos ocasiones (1951-52 y 1961-66).

## Antecedentes
Yosef nació en Montreal, Canadá, como Bernard Joseph. Asistió a la Universidad McGill, la Universidad Laval, y de la Universidad de Londres, ya que reúna los requisitos para ser un abogado.
En 1918, Yosef emigró a la Tierra de Israel, en ese entonces bajo dominio del Imperio otomano, con la Legión Judía canadiense, que él ayudó a organizar. Después del final de la Primera Guerra Mundial, trabajó como abogado en Palestina.

## Carrera política
En 1933, Yosef se unió a Mapai, partido político de David Ben-Gurión, y fue elegido para el primer Knéset en enero de 1949. Inicialmente fue nombrado Ministro de Rracionamiento y de Abastecimiento en el primer gobierno, una posición clave durante el período de austeridad. En junio de 1949 también fue nombrado Ministro de Agricultura. 
El primer gobierno colapsó en octubre de 1950 debido a discusiones acerca de los campamentos de refugiados y de la educación religiosa, pero también porque Ben-Gurion quería cerrar el Ministerio de Racionamiento y Abastecimiento. El primer ministro logró su objetivo, y en el nuevo gobierno, Yosef fue trasladado al ministerio de transporte.
Mantuvo su escaño en las elecciones de 1951, y fue nombrado como Ministro de Justicia y Ministro de Comercio e Industria, pero perdió el primer título en junio de 1952. Después de que el gobierno se derrumbara de nuevo sobre la cuestión de la enseñanza religiosa en diciembre de 1952, Yosef fue nombrado Ministro sin cartera en el nuevo gobierno, antes de cambiar al Ministerio de Desarrollo en junio de 1953. Mantuvo esta posición en el nuevo gobierno formado por Moshe Sharett después de que Ben-Gurion renunciara. Después, renunció Sharett y formó de nuevo un gobierno en 1955, Yosef permaneció Ministro de Desarrollo, pero también se convirtió en Ministro de Salud. 
Mantuvo su escaño de nuevo en las elecciones de 1955, pero no fue nombrado para un puesto ministerial. Perdió su escaño en las elecciones de 1959, y nunca recuperó la condición de diputado. Sin embargo, durante el quinto Knéset fue nombrado Ministro de Justicia por Ben-Gurion a pesar de estar fuera del Knéset. Cuando Ben-Gurion fue sustituido por Eshkol, permaneció como ministro de Justicia, pero no se dio un nuevo mandato después de las elecciones de 1965.